# Chomiczak
Chomiczak (Cricetulus) – rodzaj ssaków z podrodziny chomików (Cricetinae) w obrębie rodziny chomikowatych (Cricetidae).

## Rozmieszczenie geograficzne
Rodzaj obejmuje gatunki występujące w Eurazji.

## Morfologia
Długość ciała (bez ogona) 72–135 mm, długość ogona 15–48 mm, długość ucha 13–20 mm, długość tylnej stopy 13–21 mm; masa ciała 15–60 g.

## Systematyka
Rodzaj zdefiniował w 1867 roku francuski zoolog Alphonse Milne-Edwards w artykule poświęconym obserwacjom niektórych ssaków z północnych Chin, opublikowanym w czasopiśmie Annales des Sciences Naturelles. Gatunkiem typowym jest (oznaczenie monotypowe) chomiczak pręgowany (C. barabensis).

### Etymologia
- Cricetulus: rodzaj Cricetus Leske, 1779 (chomik); łac. przyrostek zdrabniający -ulus[9].
- Rhinocricetus: gr. ῥις rhis, ῥινος rhinos ‘pysk, ryj, dziób’[10] ; rodzaj Cricetus Leske, 1779 (chomik). Gatunek typowy (oznaczenie monotypowe): †Allocricetus ehiki Schaub, 1930.
- Moldavimus: Mołdawia; łac. mus, muris ‘mysz’, od gr. μυς mus, μυος muos ‘mysz’[11]. Gatunek typowy : †Cricetulus simionescui Schaub, 1931.

### Podział systematyczny
Do rodzaju należą następujące występujące współcześnie gatunki:
| Grafika | Gatunek                  | Autor i rok opisu     | Nazwa zwyczajowa       | Podgatunki         | Rozmieszczenie geograficzne | Podstawowe wymiary                         | Status IUCN |
| ------- | ------------------------ | --------------------- | ---------------------- | ------------------ | --- | ------------------------------------------ | ----------- |
|         | Cricetulus longicaudatus | (Milne-Edwards, 1867) | chomiczak długoogonowy | gatunek monotypowy | skrajny wschodni Kazachstan, Rosja (południowa Syberia), Mongolia oraz północna i środkowa Chińska Republika Ludowa (na południe do północno-wschodniego Tybetu)                  | DC: 8–13,5 cm DO: 3,5–4,8 cm MC: 15–50 g   | LC          |
|         | Cricetulus barabensis    | (Pallas, 1773)        | chomiczak pręgowany    | gatunek monotypowy | północno-wschodni Kazachstan, Rosja (południowa Syberia, Amur), północna i wschodnia Mongolia, północno-wschodnia Chińska Republika Ludowa i skrajnie północny Półwysep Koreański | DC: 7,2–12,4 cm DO: 1,5–3,3 cm MC: 20–60 g | LC          |
|         | Cricetulus sokolovi      | Orlov & Malygin, 1988 | chomiczak mongolski    | gatunek monotypowy | półpustynie w Mongolii i północnej Chińskiej Republice Ludowej (Mongolia Wewnętrzna)                                                                                              | DC: 7,7–11,4 cm DO: 1,8–3,2 cm MC: do 60 g | LC          |

Kategorie IUCN:  LC  – gatunek najmniejszej troski.
Opisano również gatunki wymarłe:
- Cricetulus aylasevimae (Ünay-Bayraktar, De Bruijn & Suata-Alpaslan, 2006)[14] (Turcja; miocen)
- Cricetulus beremendensis (Hír, 1994[15] (Węgry; pliocen)
- Cricetulus croaticus (Paunovic & Rabeder, 1996)[16] (Chorwacja; plejstocen)
- Cricetulus demetros Bate, 1943[17] (Izrael; plejstocen)
- Cricetulus ehiki (Schaub, 1930)[18] (Węgry; pliocen)
- Cricetulus europaeus (Kretzoi, 1959[19] (Węgry; pliocen)
- Cricetulus janossyi (Hír, 1996)[20] (Węgry; pliocen)
- Cricetulus jezreelicus (Bate, 1943[21] (Izrael; plejstocen)
- Cricetulus simionescui Schaub, 1931[22] (Mołdawia; pliocen)
- Cricetulus teilhardi (Zheng Shaohua, 1984)[23] (Chińska Republika Ludowa; plejstocen)